# 1675 год в науке
В 1675 году произошли различные научные и технологические события, некоторые из которых представлены ниже.

## Публикации
- Ньютон опубликовал в трудах Королевского общества свою теорию света и цветности.
- Итальянский учёный-универсал Тито Ливио Бураттини в трактате «Misura universale» предложил первую универсальную  систему мер физических величин.

## События
- 4 марта — Джон Флемстид назначен первым в Англии «Королевским астрономом-наблюдателем» (англ. The King's astronomical observator). Его главной обязанностью было разработать практически пригодный метод точного определения долготы на море, для чего Флемстид должен был составить таблицы движения Луны и других светил[1][2]. 22 июня того же 1675 года другой королевский указ предусматривал основание Королевской Гринвичской обсерватории, и 10 августа Фламстид заложил первый камень в её фундамент.
- 11 ноября — Готфрид Вильгельм Лейбниц впервые успешно применил интегральное исчисление для нахождения площади под графиком функции и начал создание своей версии математического анализа..
- 22 ноября — Оле Рёмер представил Парижской академии наук свои наблюдения затмений спутников Юпитера, из которых следовала оценка скорости света, близкая к современной.
- Джованни Доменико Кассини обнаружил «щель Кассини» внутри колец Сатурна.
- Антони де ла Роше стал первым человеком, который (не по своей воле) пересёк Антарктический полярный фронт[3].

## Родились
См. также: Категория:Родившиеся в 1675 году
- 28 февраля — Гийом Делиль, французский картограф (умер в 1726 году).
- (дата неизвестна) — Уильям Джонс, британский (валлийский) математик, предложивший обозначение числа {\displaystyle \pi } (умер в 1749 году).

## Скончались
См. также: Категория:Умершие в 1675 году
- 18 мая — Станислав Любенецкий, польский астроном (исследователь комет), социнианский историк-полемист (род. в 1623 году).
- Май — Михаэль ван Лангрен, нидерландский астроном и картограф.
- 3 сентября — Ян Йонстон, польский натуралист, автор знаменитой энциклопедии «Всеобщее обозрение естественной истории» (род. в 1603 году).
- 27 октября — Жиль Роберваль, французский математик (род. в 1602 году).
- Октябрь — Джеймс Грегори, шотландский математик и астроном, один из основателей математического анализа (род. в 1638 году).
- 11 ноября — Томас Уиллис, английский врач, открывший сахарный диабет (род. в 1621 году).